# Alice Ball
Alice Augusta Ball (Seattle, 24 de julho de 1892 – Seattle, 31 de dezembro de 1916) foi uma química norte-americana que desenvolveu um óleo injetável que foi o método mais eficiente para o tratamento da lepra até os anos 40. Foi também a primeira mulher e a primeira negra a graduar-se na Universidade do Havaí e a obter um mestrado.

## Vida pessoal e educação
Alice era filha de James Presley e Laura Louise (Howard) Ball, nascida em Seattle, Washington em 24 de julho de 1892. Sua família era de classe média, sendo que seu pai era editor de jornal, fotógrafo e advogado.  O seu avô, James Presley Ball, foi um fotógrafo famoso e o primeiro afro-americano nos Estados Unidos a aprender o daguerreótipo.
A família mudou-se para o Havaí em 1903, mas devido à sua morte um ano depois, a família voltou para Seattle em 1905. Já em Seattle, Alice entrou no ensino médio, recebendo notas altas em ciências e  formando-se em 1910. Ela estudou Química na Universidade de Washington e em quatro anos ela recebeu os títulos de bacharelado em Farmácia e em Química. Com o seu orientador em Farmácia, ela publicou um artigo de 10 páginas no prestigiado Journal of the American Chemical Society intitulado "Benzoylations in Ether Solution."
Após a  sua graduação, Alice recebeu bolsas na Universidade da Califórnia em Berkeley e na Universidade do Havaí. Ela optou pela Universidade do Havaí onde auferiu o seu mestrado em Química, tornando-se a primeira mulher e a primeira negra a obter o nível de mestre na instituição.

## Pesquisa
Na sua pesquisa na pós-graduação, Alice estudou a composição química e o princípio ativo da kava (Piper methysticum), uma planta natural das ilhas do Oceano Pacífico.. Durante a pesquisa, Alice perguntou ao cirurgião Harry T. Hollmann, do Hospital Kalihi, no Havaí, se ele a ajudaria a desenvolver um método que isolasse os princípios ativos do óleo de chaulmoogra.
O óleo de chaulmoogra já tinha sido usado para tratar o Mal de Hansen, ou lepra com resultados diversos. Muitos pacientes com o Mal de Hansen ficavam hesitantes do uso do óleo por muito tempo devido ao sabor amargo e por causar dores de estômago. Alice, então, desenvolveu um processo para isolar os ésteres etílicos dos ácidos graxos no óleo de chaulmoogra para que pudessem ser injetados, mas ela morreu antes publicar os resultados. Arthur L. Dean, químico e presidente da Universidade do Havaí, continuou o  seu trabalho e publicou os resultados, começando a produção em larga escala do extrato injetável de chaulmoogra. Ele publicou a pesquisa sem dar créditos a Alice e nomeou a técnica para Método Dean, até Hollmann avisá-lo sobre o trabalho de Alice.
Em 1918, um médico do Havaí relatou no Journal of the American Medical Association quem 78 pacientes tiveram alta do Hospital Kalihi depois de serem tratados com as injeções. O princípio ativo isolado permaneceu o melhor método para o tratamento do Mal de Hansen até as drogas com sulfonamidas serem desenvolvidas nos anos de 1940.

## Morte e legado
Alice faleceu aos 24 anos, em 31 de dezembro de 1916. Ela ficou doente durante a pesquisa do princípio ativo e voltou a Seattle para tratamento alguns meses antes da sua morte. Em 1917, um artigo no Pacific Commercial Advertiser sugeriu que ela teria morrido devido a envenenamento por cloro enquanto ensinava. Porém, a causa da morte é desconhecida no seu atestado de óbito original, que foi alterado para morte por tuberculose.
Apesar de sua carreira ter sido curta, Alice introduziu um novo tratamento para o Mal de Hansen que permaneceu em uso até os anos 40, salvando centenas de vidas. A Universidade do Havaí não reconheceu o seu trabalho até os anos 90. Em 2000, a universidade finalmente reconheceu e honrou o nome de Alice Ball com uma placa junto à árvore de chaulmoogra, atrás do Bachman Hall. No mesmo dia, o antigo governador do Havaí, Mazie Hirono, declarou o dia 29 de fevereiro  como o Dia Alice Ball, celebrado a cada quatro anos.  Recentemente, Alice foi homenageada pela diretoria da Universidade do Havaí com uma Medalha de Honra em 2007.